# Безгарі
Безгарі (словен. Bezgarji) — поселення в общині Осилниця, регіон Південно-Східна Словенія, Словенія.